# Bệnh cơ tim
Bệnh cơ tim là một nhóm bệnh ảnh hưởng đến cơ tim. Giai đoạn sớm có thể có ít hoặc không có triệu chứng. Một số người có thể khó thở, cảm thấy mệt mỏi, hoặc bị sưng chân do suy tim. Một nhịp tim bất thường có thể xảy ra cũng như ngất xỉu. Những người bị ảnh hưởng có nguy cơ đột tử do tim tăng cao.
Các loại bệnh cơ tim bao gồm bệnh cơ tim phì đại, bệnh cơ tim giãn nở, bệnh cơ tim hạn chế, loạn sản thất phải loạn nhịp thất, và rối loạn cơ tim takotsubo (hội chứng tim bị vỡ). Trong bệnh cơ tim phì đại cơ tim to và dày lên. Trong bệnh cơ tim giãn nở, tâm thất mở rộng và suy yếu. Trong bệnh cơ tim hạn chế tâm thất cứng lại.
Nguyên nhân thường không rõ. Bệnh cơ tim phì đại thường được kế thừa, trong khi bệnh cơ tim giãn nở được thừa hưởng trong một phần ba các trường hợp. Bệnh cơ tim giãn nở cũng có thể do rượu, kim loại nặng, bệnh tim mạch vành, sử dụng cocain và nhiễm virus. Bệnh cơ tim bị hạn chế có thể do amyloidosis, hemochromatosis và một số phương pháp điều trị ung thư. Hội chứng tim bị vỡ là do căng thẳng về mặt tình cảm hoặc thể chất.
Điều trị phụ thuộc vào loại bệnh cơ tim và mức độ nghiêm trọng của các triệu chứng. Điều trị có thể bao gồm thay đổi lối sống, thuốc hoặc phẫu thuật. Vào năm 2015, bệnh cơ tim và viêm cơ tim đã ảnh hưởng đến 2,5 triệu người. Bệnh cơ tim phì đại ảnh hưởng đến khoảng 1 trong 500 người trong khi bệnh cơ tim giãn nở ảnh hưởng đến 1 trong 2.500. Chúng dẫn đến 354.000 người chết từ 294.000 người vào năm 1990. Chứng loạn sản thất trái phải là loạn nhịp phổ biến hơn ở người trẻ.